# Európai Keresztény Fiatalok Politikai Hálózata
Az Európai Keresztény Fiatalok Politikai Hálózata (angolul: European Christian Political Youth Network, rövidítve: ECPYN) egy olyan szervezet, mely a politikában aktívan tevékenykedő fiatalokat gyűjti össze Európa minden részéről. A szervezet célja, hogy a fiatalokat felkészítse arra, hogy keresztény politikát folytassanak Európában. A szervezet szorosan kötődik az Európai Keresztény Politikai Mozgalomhoz (angolul: European Christian Political Movement, rövidítve: ECPM).

## Alakulása
Az Európai Keresztény Fiatalok Politikai Hálózatát 2004 júliusában hozta létre Kortenbergben (Belgium) a PerspectivE, a Youth of Christian Union (Hollandia) és más keresztény politikai szervezetek, mint például a Christian People's Alliance Youth (Egyesült Királyság). Az Európai Keresztény Fiatalok Politikai Hálózatának megalapítása a Nemzetközi Nyári Akadémia egyik eredménye volt. Ezen az akadémián Európa minden részéről összegyűlt fiatalok vettek részt.

## Tevékenységei
A 2004-ben megrendezett kortenbergi Nemzetközi Nyári Akadémia óta évente kerülnek megrendezésre nyári akadémiák, melyeknek mindig van egy központi politikai jellegű témájuk. Ekkor lehetőség nyílik előadásokon, workshopokon és kirándulásokon való részvételre. Az elmúlt néhány évben a következő nyári akadémiák kerültek megrendezésre:
- 2005: Lunteren (Hollandia),
- 2006: Birstonas (Litvánia),
- 2007: Würzburg (Németország),
- 2008: Chișinău (Moldova),
- 2009: Risan (Montenegró),
- 2010: Ohrid (Macedónia),
- 2001: Párizs (Franciaország).

A 2012-es nyári akadémiát Zágrábban (Horvátország) rendezik meg.
2011 januárja óta téli akadémiákat is szerveznek. Az első ilyen akadémia Lviv-ben (Ukrajna) volt, majd ezt követte a 2012-es Esztergomban (Magyarország). 
A szervezet 2012-ben kezdte el a 'Crossroads' nevű politikai tréninget.
A szervezet regionális konferenciákat is szervez Európa különböző részein. Ilyen konferencia került megrendezésre Tbilisziben (Grúzia), 2010 októberében.

## Vezetősége
- Rǎzvan Burleanu (elnök) Románia
- Nutsa Shavladze (alelnök) Grúzia
- Auke Minnema (titkár) Hollandia
- Denys Dhiver (politikáért felelős titkár) Franciaország
- Elina Foinska (rendezvényszervező) Ukrajna
- Péter Danku (kommunikációért felelős igazgató) Magyarország